# Lucie N'Guessan
Lucie N'Guessan (23 de diciembre de 1977) es una deportista marfileña que compitió en taekwondo. Ganó una medalla de plata en el Campeonato Africano de Taekwondo de 2001 en la categoría de –51 kg.

## Palmarés internacional
| Campeonato Africano | Campeonato Africano | Campeonato Africano | Campeonato Africano |
| Año                 | Lugar               | Medalla             | Categoría           |
| ------------------- | ------------------- | ------------------- | ------------------- |
| 2001                | Dakar (Senegal)     | Medalla de plata    | –51 kg              |